# Froschmühle (Dinkelsbühl)
Froschmühle ist ein Gemeindeteil der Großen Kreisstadt Dinkelsbühl im Landkreis Ansbach (Mittelfranken, Bayern). Froschmühle liegt in der Gemarkung Hellenbach.

## Geografie
Die Einöde liegt an der Wörnitz. 200 Meter nördlich liegt das Froschholz. Ansonsten ist der Ort von Acker- und Grünland umgeben. Ein Anliegerweg führt zur Bundesstraße 25 (0,6 km südöstlich), die nach Lehengütingen (1,8 km nördlich) bzw. nach Dinkelsbühl führt (2,3 km südlich).

## Geschichte
Der Ort wurde 1385 als „Huesslismuel“ (=Häusleinsmühle) erstmals urkundlich erwähnt.
Die Fraisch über Froschmühle war strittig zwischen dem ansbachischen Oberamt Feuchtwangen, dem oettingen-spielbergischen Oberamt Dürrwangen und der Reichsstadt Dinkelsbühl. Gegen Ende des 18. Jahrhunderts gab es ein Anwesen. Grundherr war die Siechenpflege der Reichsstadt Dinkelsbühl. Von 1797 bis 1808 unterstand der Ort dem Justiz- und Kammeramt Feuchtwangen.
Im Jahr 1809 wurde Lohmühle infolge des Gemeindeedikts dem Steuerdistrikt Schopfloch und der Ruralgemeinde Lehengütingen zugeordnet. Mit dem Zweiten Gemeindeedikt (1818) wurde der Ort in die neu gebildete Ruralgemeinde Hellenbach überwiesen. Am 1. Juli 1971 wurde Froschmühle im Zuge der Gebietsreform in Bayern nach Dinkelsbühl eingegliedert.

### Baudenkmal
- Hellenbach 25: ehemalige Mühle, sogenannte Froschmühle, Wohnhaus, zweigeschossiger verputzter Satteldachbau, bezeichnet „1750“, im Kern älter; Stallscheune, erdgeschossiger Bau aus Bruch- und Haustein mit tief heruntergezogenem Satteldach, 18. Jahrhundert; Nebengebäude, zweigeschossiger Satteldachbau mit Fachwerk-Obergeschoss, 18. Jahrhundert; Wohnhaus, zweigeschossiger verputzter Massivbau mit Satteldach, Ende 19. Jahrhundert.[12]

### Einwohnerentwicklung
| Jahr      | 001818 | 001840 | 001861 | 001871 | 001885 | 001900 | 001925 | 001950 | 001961 | 001970 | 001987 | 002015 |
| Einwohner | 10     | 7      | 18     | 16     | 9      | 19     | 12     | 21     | 10     | 9      | 8      | 4      |
| Häuser    | 2      | 2      |        |        | 3      | 2      | 1      | 2      | 2      |        | 2      |        |
| Quelle    | [ 14 ] | [ 15 ] | [ 16 ] | [ 17 ] | [ 18 ] | [ 19 ] | [ 20 ] | [ 21 ] | [ 22 ] | [ 23 ] | [ 24 ] | [ 1 ]  |

## Religion
Der Ort ist seit der Reformation evangelisch-lutherisch geprägt und bis heute nach St. Wendelin (Lehengütingen) gepfarrt. Die Katholiken sind nach St. Georg (Dinkelsbühl) gepfarrt.